# 1939 год в истории метрополитена
В этой статье перечисляются основные  события из истории метрополитенов в 1939 году. Полужирным шрифтом выделены открытия новых транспортных систем.

## События
- 1 января — станция Берлинского метрополитена «Кайзер-Фридрих-Плац» переименована в «Гардепионирплац».
- Январь — Мытищинский вагоностроительный завод прекратил выпуск вагонов метро типа «Б»[1].
- Январь — Мытищинский вагоностроительный завод начал выпуск вагонов метро типа «Г»[2].
- 12 июля — построен последний отрезок южного участка линии 10 Парижского метрополитена — «Жюссьё-Аль-о-Вен — Гар д’Орлеан-Остерлиц». Новая подземная станция «Гар д’Орлеан-Остерлиц» стала конечной станцией линии 10.

## Происшествия
| Дата      | Метро                   | Погибли | Пострадали | Описание |
| --------- | ----------------------- | ------- | ---------- | --- |
| 3 февраля | Лондонский метрополитен | 0       | 2          | Двойной теракт в комнатах забытых вещей на станциях «Тоттенхэм-Корт-роуд» (Tottenham Court Road, ныне «Гудж-стрит») и «Лестер-Сквер» |
| 26 июля   | Лондонский метрополитен | 1       | 7          | Двойной теракт в комнатах забытых вещей на станциях «Виктория» и «Лестер-Сквер»                                                      |